# 다카시나노 기시

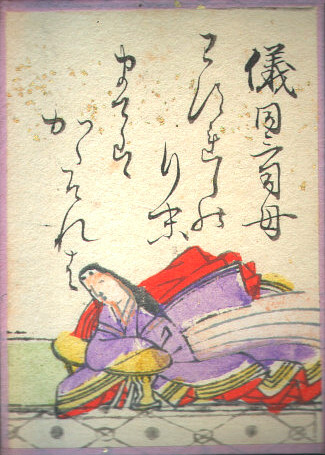
다카시나노 기시

다카시나노 기시(일본어: 高階貴子, 생년 미상 ~ 996년)는 일본 헤이안 시대의 시인이다.
다카시나노 나리타다의 딸로 후지와라노 미치타카와 혼인하여 아들 3형제를 낳고 그 3형제가 전부 관직에 올라 기도 산시의 어머니(儀同三司母)로 불리었다. 아들들 이외에도 딸 데이시를 낳았는데 데이시는 이치조 천황의 황후가 되었다.

## 와카
```
잊지 않겠다는 약속 영원하기 어려우니까 오늘이 마지막 목숨이면 좋으리.
忘れじの　行く末までは　かたければ　けふを限りの　命ともがな
```